# Simfonia núm. 41 (Mozart)
La Simfonia núm. 41 en do major K. 551, o Simfonia Júpiter, és una simfonia de Wolfgang Amadeus Mozart el qual finalitzà la seva composició el 10 d'agost de 1788. Fou la seva darrera simfonia.
El sobrenom de Simfonia Júpiter, afegit posteriorment, no se'n sap la procedència; podria ser una iniciativa de l'empresari Johann Peter Salomon en la publicació d'un primer arranjament per a piano que es va fer.

## Composició i estrena
La Simfonia núm. 41 és la darrera d'un conjunt de tres simfonies que Mozart va compondre, en una successió ràpida, durant l'estiu de 1788. La núm. 39 es completava el 26 de juny, i la núm. 40, el 25 de juliol. En la mateixa època, Mozart estava escrivint els seus trios per a piano en les tonalitats de mi i do, la seva Sonata fàcil, i una sonatina per a violins.
No se sap si la Simfonia núm. 41 va ser interpretada en vida del compositor. Segons Otto Erich Deutsch, en aquesta època, Mozart estava preparant una sèrie de concerts en un casino nou al Spiegelgasse dirigit per Philipp Otto. Mozart fins i tot va enviar un parell d'entrades al seu amic Michael Puchberg. Però no s'ha arribat a saber si la sèrie de concerts es va realitzar, o es va anul·lar per manca d'interès.

## Estructura
Els quatre moviments s'organitzen en la forma simfònica tradicional en el classicisme:
1. Allegro vivace
2. Andante cantabile
3. Menuetto: Allegretto - Trio
4. Molto allegro

Una característica notable d'aquesta simfonia és el fugat a cinc veus ja al final del quart moviment, que representa els cinc temes essencials. També hi ha seccions de fuga durant el moviment, desenvolupant un tema específic o combinant-ne dos o més temes junts, com es pot observar en la interacció amb els instruments de vent fusta.
El tema principal consta de quatre notes:

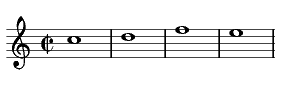
Tema final de la Simfonia Júpiter.

A més, en aquest darrer moviment que segueix la forma sonata, es poden escoltar quatre temes addicionals, i els cinc motius es combinen en la fuga, a la coda. En un article de 1906 sobre la Simfonia Júpiter, George Grove escrivia que "és per al final que Mozart ha reservat tots els recursos de la seva ciència, i tot el poder,... Enlloc no n'ha aconseguit més." De la peça, en general, afirmava: "És l'obra orquestral més gran del món que va precedir la Revolució Francesa."
Els especialistes creuen que Mozart estava estudiant la Simfonia núm. 28 en do major de Michael Haydn, que també té un fugat en el seu final. Charles Sherman especula que Mozart també estudiava una simfonia anterior de M. Haydn, la núm. 39 també en do major, ja que "sovint demanava al seu pare Leopold enviar-li l'última fuga que Haydn tingués escrita." La Simfonia núm. 39 de Michael Haydn va ser composta només unes quantes setmanes abans que la de Mozart; també té un fugato al final, i el tema comença amb dues rodones. Sherman ha assenyalat unes altres similituds entre els dues obres totalment contemporànies.